# Pointe Sable de Bar
Ne doit pas être confondu avec Pointe Sable.
La pointe Sable de Bar est un cap de Guadeloupe.

## Géographie
Elle fait face au site de l'ancien port d'embarquement de Beautiran, sur la commune de Petit-Canal et est bordée par l'anse du Gris-Gris à l'ouest et par l'anse du Canal à l'est.

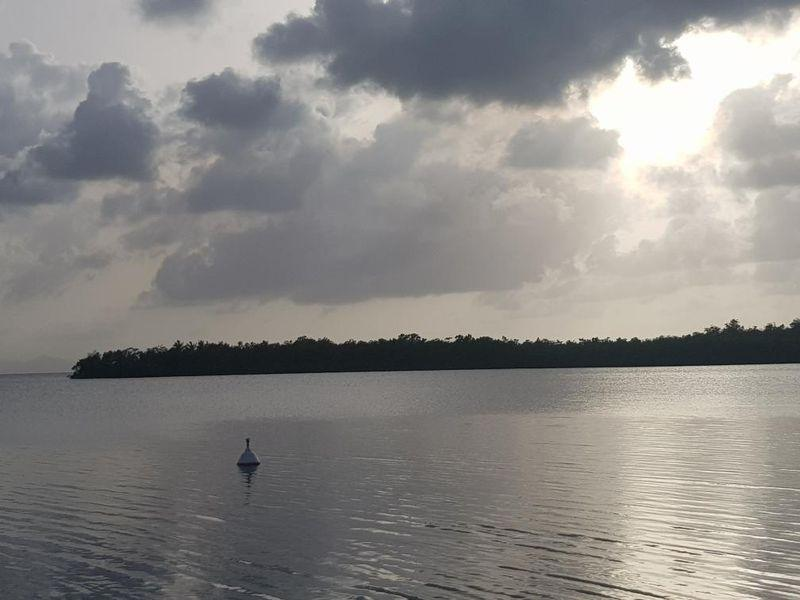
Vue complète de la pointe Sable de Bar.
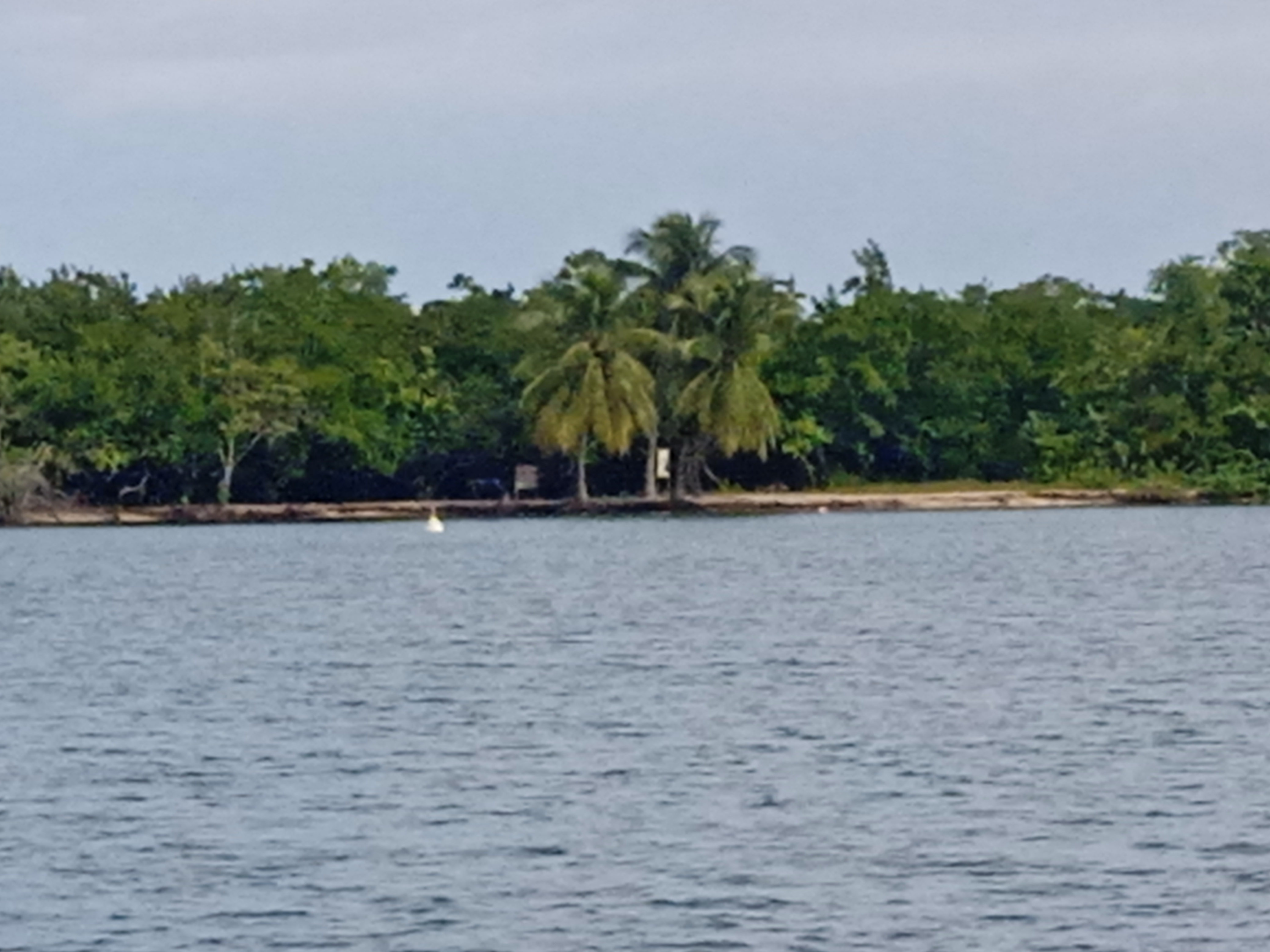
Plage de l'Anse du Gris-Gris.